# أبو اليسر أسود الجناح

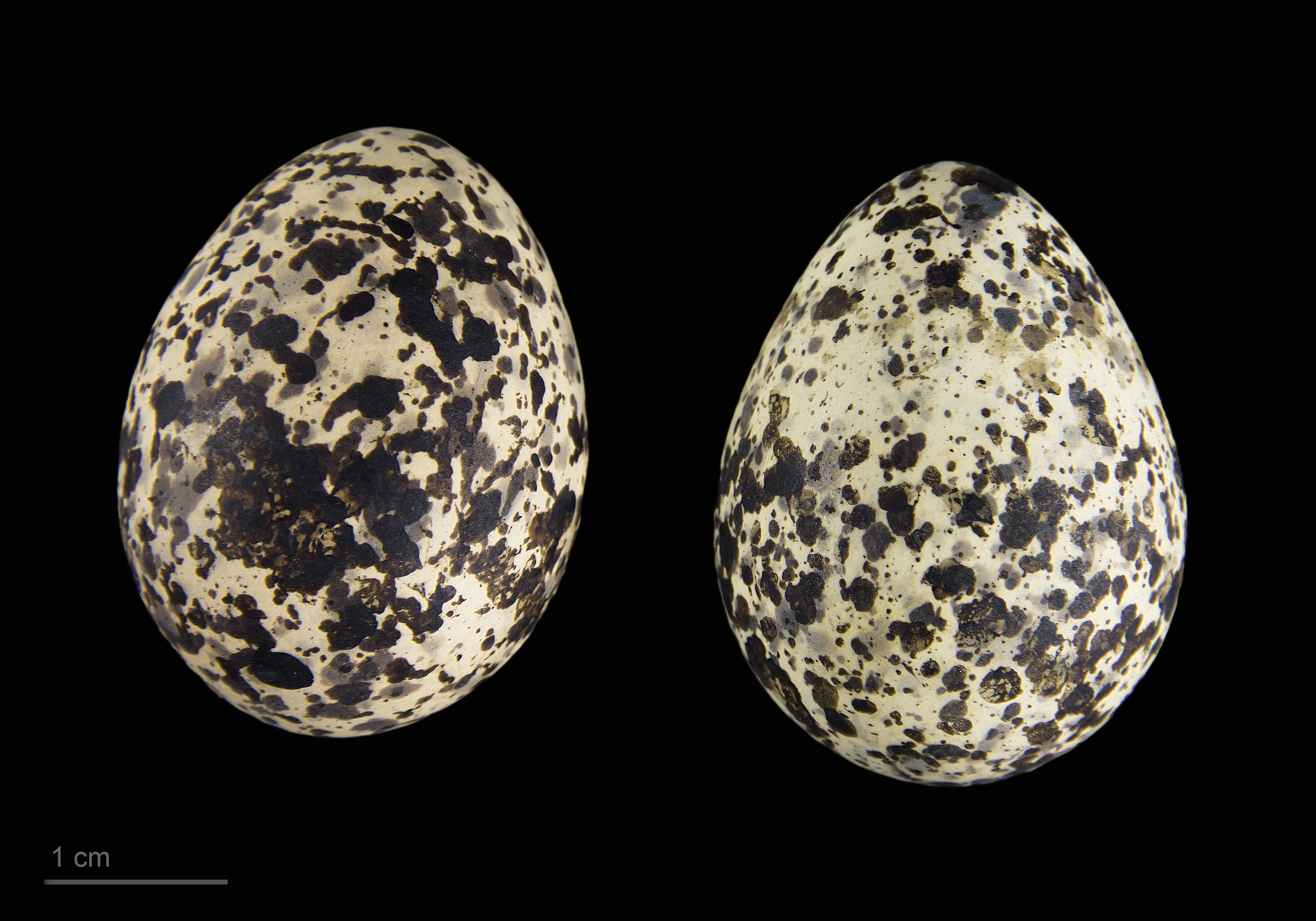
Glareola nordmanni

أبواليسر أسود الجناح (الاسم العلمي: Glareola  nordmanni) (بالإنجليزية: Blackwinged  Pratincole)‏ هو طائر ينتمي إلى فصيلة السبريات. أعطانه جنوب شرق أوروبا وجنوب غرب آسيا.